# Jerzy Rachowski
Jerzy Rachowski (ur. 31 sierpnia 1930 w Łodzi, zm. 9 sierpnia 2013 tamże) – polski prawnik, urzędnik państwowy i wykładowca, poseł na Sejm PRL VI kadencji (1972–1976). 

## Życiorys
Po ukończeniu szkoły średniej w rodzinnym mieście studiował prawo na Uniwersytecie Łódzkim. Był zatrudniony w prezydium Wojewódzkiej Rady Narodowej (m.in. jako kierownik referatu, oddziału, a także wykładowca w Wojewódzkim Ośrodku Szkolenia Kadr). W 1950 przystąpił do Stronnictwa Demokratycznego. Z jego ramienia został w 1972 posłem na Sejm VI kadencji w okręgu Kutno. Był sekretarzem Sejmu, a także członkiem Komisji Komunikacji i Łączności oraz Spraw Wewnętrznych i Wymiaru Sprawiedliwości. Od 1965 był radnym Miejskiej Rady Narodowej w Łodzi, a od 1969 wiceprzewodniczącym Frontu Jedności Narodu i przewodniczącym Wojewódzkiego Zespołu ds. Społecznych Komisji Pojednawczych. W 1978 został wiceprezesem Zarządu Wojewódzkiego Związku Spółdzielczości Pracy w Łodzi. W 1988 wybrano go na wiceprzewodniczącego Łódzkiego Komitetu SD.
Odznaczony Krzyżem Kawalerskim i Oficerskim Orderu Odrodzenia Polski oraz Srebrnym i Złotym Krzyżem Zasługi. Pochowany 14 sierpnia 2013 na cmentarzu Zarzew w Łodzi.